# 1475 в Україні

## Події
- Князь Михайло Чарторийський — брацлавський староста, побудував замок у Клевані (Рівненська область)[1].
- Турки захопили Крим, змусивши хана Менґлі I Ґерая визнати себе їхнім васалом. Генуя втратила свої кримські торгові колонії, а Львів — доступ до морської торгівлі.

## Особи

### Народились
- Бернард Ваповський (1475—1535) — доктор права, шляхтич Королівства Польського, хроніст, географ і картограф.

## Засновані, зведені
- Залісся (Броварський район)
- Клячаново
- Сокільча
- Хлопівка
- Клеванський замок

## Зникли, скасовані
- кримське князівство Феодоро
- Генуезькі колонії у Північному Причорномор'ї